# مقاطعة سيمينول (جورجيا)
مقاطعة سيمينول (بالإنجليزية: Seminole County)‏ هي إحدى المقاطعات في ولاية جورجيا في الولايات المتحدة الأمريكية.